# Spartak Sofia
Spartak Sofia foi um clube de futebol búlgaro fundado em 1947.existiu até 1969, quando se fundiu com o Levski Sofia. As cores do clube eram azul e branco.

## Títulos
- Campeonato Búlgaro:
- Vice : 1950/51 e 1951/52.
- Copa da Bulgária:1967/68